# Cratere Greg
Greg  è un cratere sulla superficie di Marte.